# Райнхард фон Рункел
Райнхард фон Рункел (на немски: Reinhard von Runkel; † 6 януари 1313) от фамилията Дом Рункел, е вай-епископ на Кьолн и титулярен епископ на Ефесус.

## Произход
Той е син на Зигфрид IV фон Рункел († 1266), господар на Вестербург, и съпругата му фон Лейнинген. Брат е на архиепископа на Кьолн Зигфрид († 1297), на Юта, монахиня в Зелигенщат (1276), Елизабет, абатеса в Кьолн (1281 – 1298), Зигевилдис, абатеса (1292) на Диткирхен в Бон, и на Хайнрих I, господар на Вестербург († 1288, убит в битката при Воринген).